# Merisus carinatus
Merisus carinatus är en stekelart som beskrevs av Girault 1916. Merisus carinatus ingår i släktet Merisus och familjen puppglanssteklar. Inga underarter finns listade i Catalogue of Life.